# Jeremiasz (imię)
Jeremiasz (יִרְמְיָהוּ Yirməyāhū) – imię męskie pochodzenia biblijnego. Wywodzi się od słów hebrajskich Jirme-jahu oznaczających „Jahwe, podnieś z upadku” lub „Jahwe dźwiga, Jahwe podnosi, wywyższa”. Nosił je jeden z proroków – prorok Jeremiasz.
Jeremiasz imieniny obchodzi: 1 maja, 14 maja, 26 czerwca. 

## Osoby noszące imię Jeremiasz
- czterech patriarchów Konstantynopola:
  - Jeremiasz I
  - Jeremiasz II Tranos
  - Jeremiasz III
  - Jeremiasz IV
- Jeremiasz Ślipiec (1964–2014) – polski historyk